# 資訊經濟學
資訊經濟學（英語：Information economics），微观经济学中的分支。由美國經濟學家喬治·斯蒂格勒在1961年率先提出，他個人認為：產品資訊的內容會對經濟活動及消費者購買決策產生某部份的影響。
我們以最基本的產品價格資訊來看，市場上各家零售商對產品的價格不一，所以消費者為了追求最便宜的價格，會逐一比較各家的價格，以得出一個最低價格，而這個比價的動作我們稱為「搜尋」。消費者搜尋時，勢必會額外付出較多的時間及精力，因此消費者不會無限制的搜尋，而是到消費成本超過所預期獲得的利益（指最低價格的價差）時就會停止下來。當然消費者在進行搜尋的動作時，會付出額外的時間、精力及金錢，當消費者搜尋到一個程度時，我們稱為「邊際成本＝期望邊際效益」，這時消費者就不再繼續搜尋。搜尋過程的成本支出，對應所得到的資訊，檢測是否符合降低採購風險，提升採購的正確性，這就叫做「效益」，而邊際成本＝期望邊際效益則就是成本效益的損益平衡點。